# National Football League Players Association
La National Football League Players Association, ou NFLPA, est l'organisation syndicale qui représente les joueurs professionnels de football américain dans la National Football League (NFL). La NFLPA, dont le siège est à Washington, est dirigée par son président, Eric Winston, et son directeur exécutif, DeMaurice Smith. Fondée en 1956, la NFLPA est le deuxième plus ancien syndicat des quatre grandes ligues sportives professionnelles ; elle a été créée pour fournir aux joueurs une représentation officielle afin de négocier la rémunération et les conditions de la convention collective de travail de la NFL (NFL Collective Bargaining Agreement - CBA). La NFLPA est membre de l'American Federation of Labour - Congress of Industrial Organisations (AFL-CIO), la plus grande fédération de syndicats aux États-Unis.
Dans les premières années de la NFL, les négociations contractuelles se déroulaient entre les joueurs et la direction ; les propriétaires d'équipes étaient réticents à s'engager dans des négociations collectives. Une série de grèves et de lock-out ont eu lieu tout au long de l'existence du syndicat, en grande partie à cause des conflits monétaires et des différends sur les avantages sociaux entre les joueurs et les propriétaires. Les règles de la ligue qui punissaient les joueurs pour avoir joué dans des ligues de football rivales ont donné lieu à des litiges ; le succès de ces poursuites a poussé la NFL à négocier certaines règles de travail et des paiements minimums avec la NFLPA. Toutefois, l'organisme n'a pas été reconnu par la NFL comme l'agent négociateur officiel des joueurs avant 1968, date à laquelle une entente de principe a été signée. Les plus récentes négociations de la convention collective ont eu lieu en 2011.
En plus de mener des négociations de travail, la NFLPA représente et protège les droits des joueurs ; l'organisation a notamment déposé des griefs contre les mesures disciplinaires qu'elle juge trop sévères à l'endroit des joueurs. Le syndicat s'assure également que les termes de la convention collective sont respectés par la ligue et les équipes. Elle négocie et surveille les prestations de retraite et d'assurance et améliore et défend l'image des joueurs et de leur profession.

## Contexte
La création de la National Football League en 1920 s'est accompagnée de l'apparition des premières franchises, formées au hasard, et souvent confrontées à des difficultés financières, à un manque de talent des joueurs et à un taux d'assiduité insuffisant. Au fur et à mesure que la ligue prenait de l'expansion, les joueurs n'avaient aucune représentation officielle et recevaient peu ou pas d'avantages. En 1943, le refus de Roy Zimmerman de jouer un match d'exhibition sans compensation a entraîné son échange des Redskins de Washington avec les Eagles de Philadelphie. Avec la création de l'All-America Football Conference (AAFC) en 1946, les propriétaires de la NFL ont instauré un règlement qui interdisait à un joueur de travailler pour la NFL pendant cinq ans s'il quittait la ligue pour se joindre à l'AAFC.
Bill Radovich, un joueur de ligne offensive, a été l'un des joueurs qui a changé de ligue ; il a joué pour les Lions de Détroit en 1945, puis s'est joint aux Dons de Los Angeles de l'AAFC après que l'équipe lui a offert un salaire plus élevé. Par la suite, Radovich a été mis sur la liste noire de la NFL et s'est vu refuser un essai avec l'équipe de baseball des Seals de San Francisco de la Ligue de la côte du Pacifique, affiliée à la NFL. Incapable d'obtenir un emploi dans l'une ou l'autre des ligues, Radovich a intenté une poursuite contre la NFL en 1956. L'affaire Radovich contre la National Football League, 352 , U.S. 445 (1957), a été portée devant la Cour suprême des États-Unis en janvier 1957, le tribunal ayant jugé que la NFL constituait une entreprise au regard de la législation antitrust américaine et ne jouissait pas de la même immunité que celle accordée à la ligue majeure de baseball. Cette décision a jeté les bases d'une série de batailles judiciaires concernant les conditions de rémunération et d'emploi.

## Phase initiale d'organisation (1956-1967)

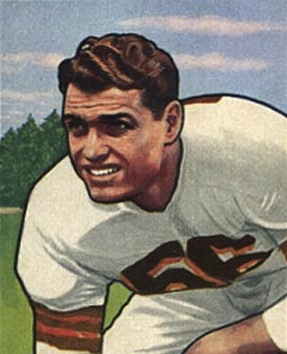
Dante Lavelli, l'un des fondateurs de la NFLPA, avec Abe Gibron, sur une carte de collection Bowman de 1950.

La NFLPA a vu le jour lorsque deux joueurs des Browns de Cleveland, Abe Gibron et Dante Lavelli, ont approché un avocat et ancien joueur de football américain du Fighting Irish de Notre Dame, Creighton Miller, pour les aider à former une association afin de défendre les intérêts des joueurs. Au début, Miller était réticent, mais il a accepté en 1956. Il a contacté Don Shula (alors joueur des Colts de Baltimore), Joe Schmidt des Lions de Détroit, Frank Gifford et Sam Huff des Giants de New York, et Norm Van Brocklin des Rams de Los Angeles pour aider au développement de l'association,.
En novembre 1956, la majorité des joueurs ont signé des lettres permettant à la NFLPA de les représenter. Les joueurs de 11 des 12 équipes de la ligue votent pour se joindre à la nouvelle association, les Bears de Chicago étant les seuls à tenir bon.
Une première réunion a été convoquée à l'hôtel Waldorf-Astoria de New York en novembre 1956 où les joueurs ont décidé des demandes à soumettre au commissaire de la ligue, Bert Bell. Un des points particulièrement délicats concernait le manque de compensation pour les camps d'entraînement et les matchs d'exhibition de pré-saison ; alors que les propriétaires demandaient des droits d'entrée et bénéficiaient d'une série lucrative de matchs de pré-saison, aucun paiement de contrat n'était effectué avant qu'un joueur ne soit inscrit sur la liste de la saison régulière,. Les joueurs travaillaient jusqu'à huit semaines, risquant de se blesser jusqu'en fin de saison ou de carrière, sans salaire.
Le programme initial de la nouvelle association comprenait également un salaire minimum à l'échelle de la ligue, plus une indemnité quotidienne lorsque les équipes étaient sur la route, l'exigence que les uniformes et l'équipement soient payés et entretenus aux frais des clubs, et le paiement continu des salaires lorsque les joueurs étaient blessés. La NFLPA espérait rencontrer Bell lors de la réunion des propriétaires en janvier 1957 pour discuter de ces exigences ; toutefois, aucune réunion n'a eu lieu.
Les propriétaires, pour leur part, se sont immédiatement opposés au concept d'une union de joueurs - une position qui a été illustrée lorsque Miller, alors entraîneur adjoint des Browns de Cleveland, a été retiré de la photo annuelle de l'équipe sur l'insistance de l'entraîneur principal et directeur général Paul Brown. Miller et d'autres fondateurs du syndicat ont été surpris par l'opinion de Paul Brown selon laquelle « il était à la fois juste et nécessaire que la direction puisse couper, échanger, mettre sur le banc, faire du blackball et posséder à perpétuité n'importe qui et n'importe quoi qu'elle voulait ».
Miller a continué à représenter la NFLPA à ses débuts. Incapable de gagner l'attention des propriétaires en formant le syndicat, la NFLPA a menacé d'intenter une poursuite antitrust contre la ligue. Les lois antitrust visent à protéger la concurrence libre et loyale sur le marché et interdisent les pratiques qui peuvent donner aux industries ou aux entreprises un avantage injuste sur leurs concurrents.
Plutôt que de faire face à une autre poursuite, les propriétaires ont accepté un salaire minimum de la ligue de cinq mille dollars, cinquante dollars pour chaque partie d'exhibition jouée, et une couverture médicale et hospitalière. Bien que la plupart des demandes de la NFLPA aient été satisfaites, les propriétaires n'ont pas conclu de convention collective avec l'association ni reconnu officiellement celle-ci comme représentant exclusif des joueurs dans les négociations, acceptant plutôt de modifier le contrat type des joueurs et de modifier les documents constitutifs pour refléter l'entente.
Dès la création de l'association, ses membres étaient divisés sur la question de savoir si elle devait agir comme une association professionnelle ou comme un syndicat. Contre la volonté des présidents de la NFLPA, Pete Retzlaff et Bernie Parrish, M. Miller a dirigé l'association comme un comité de griefs plutôt que de s'engager dans la négociation collective. La convention collective type (CCT) est un contrat entre les travailleurs syndiqués et la direction qui détermine les salaires et les heures de travail des employés et peut également déterminer l'étendue du travail et les avantages sociaux des employés. L'association a continué d'utiliser la menace d'un litige antitrust au cours des années suivantes comme levier pour obtenir de meilleurs avantages, notamment un régime de retraite et une assurance-maladie.
Dans les années 1960, la NFL a également dû faire face à la concurrence de la nouvelle American Football League (AFL). Les joueurs de la NFL considéraient la nouvelle ligue comme un levier potentiel pour améliorer leurs contrats. La NFL a tenté de décourager cette idée en modifiant le régime de retraite contrôlé par le propriétaire pour y ajouter une disposition stipulant qu'un joueur perdrait sa pension s'il allait dans une autre ligue.
Le 14 janvier 1964, les joueurs de la nouvelle ligue ont formé l'American Football League Players Association (AFLPA) et ont élu le linebacker Tom Addison des Patriots de Boston comme président. Plutôt que de travailler avec la nouvelle association, la NFLPA a choisi de rester à l'écart et a tenté de bloquer la fusion entre les deux ligues en 1966, bien que le manque de financement l'ait empêchée de monter un défi officiel. Une fois la fusion complétée, les joueurs ne pouvaient plus utiliser l'effet de levier de pouvoir signer avec une équipe de l'AFL pour obtenir plus d'argent.
Parrish, contrarié par l'inefficacité de l'association, a proposé de former un syndicat des joueurs, qui serait indépendant de la NFLPA, avec l'aide de l'International Brotherhood of Teamsters (IBT). Cette dernière a fait pression pour que la NFLPA se joigne au syndicat du camionnage. Au début de novembre 1967, Parrish, avec l'appui de l'ancien joueur des Browns de Cleveland, Jim Brown, a commencé à distribuer des brevets syndicaux pour former un syndicat affilié aux Teamsters, connu sous le nom d'American Federation of Pro Athletes. La NFLPA a rejeté l'ouverture lors de sa réunion à Hollywood, en Floride, durant la première semaine de janvier 1968 et s'est déclarée un syndicat indépendant. Bien que la proposition de Parrish ait été rejetée, Miller a quitté son poste de conseiller juridique du syndicat,. Il a par la suite été remplacé par deux avocats spécialisés en droit du travail de Chicago, Dan Schulman et Bernie Baum.

## Reconnaissance et certification (1968–1983)
Six mois après que la NFLPA s'est déclarée un syndicat indépendant, de nombreux joueurs étaient mécontents du manque de compensation fournies par les équipes et ont voté la grève le 3 juillet 1968, après que les discussions officielles avec les propriétaires ont été bloquées. Les propriétaires ont riposté en déclarant un lock-out. Le 14 juillet 1968, le bref arrêt de travail a pris fin. Bien qu'il en ait résulté une convention collective, de nombreux joueurs ont estimé que l'entente ne leur avait pas procuré autant d'avantages qu'ils l'avaient espéré. Les propriétaires ont accepté de contribuer environ 1,5 million de dollars au fonds de pension, avec des salaires minimums de 9 000 $ pour les rookies, 10 000 $ pour les vétérans et 50 $ par match d'exhibition ; il n'y a pas encore eu d'arbitrage neutre pour régler les différends.
Lorsque la fusion de l'AFL et de la NFL est entrée en vigueur en 1970, les syndicats sont convenus de se réunir pour la première fois en janvier de cette année-là. Les joueurs de la NFL voulaient qu'Ed Meador- qui était le président élu de la NFLPA avant la fusion - devienne le président de l'association nouvellement fusionnée, tandis que les joueurs de la AFL voulaient Jack Kemp. Le compromis était John Mackey des Colts de Baltimore, une équipe de la NFL avant la fusion, qui a été regroupée avec d'anciennes équipes de l'AFL dans l'American Football Conference. Les joueurs de l'AFL ont accepté l'élection de Mackey à la condition que l'ancien joueur de leur ligue, Alan Miller, devienne secrétaire général,. Bien que les propriétaires de la NFL aient été ouverts à la reconnaissance du syndicat, leurs représentants ont demandé que les avocats ne soient pas présents pendant les négociations, ce que les joueurs n'ont pas voulu accepter. Cela a incité les joueurs à présenter une requête au National Labor Relations Board (NLRB) pour obtenir l'accréditation du syndicat.
Les joueurs ont fait la grève le 13 juillet 1970, après que les propriétaires les ont mis en lock-out pour une courte période. La grève a duré deux jours et s'est terminée par une nouvelle convention collective de quatre ans, qui a été conclue après que les propriétaires ont menacé d'annuler la saison. Grâce à la nouvelle entente, le syndicat a obtenu le droit pour les joueurs de négocier avec les clubs par l'entremise de leurs propres agents, et les salaires minimums ont été augmentés à 12 500 $ pour les rookies et à 13 000 $ pour les vétérans. De plus, les pensions des joueurs ont été améliorées et les soins dentaires ont été ajoutés aux régimes d'assurance des joueurs. Les joueurs ont également obtenu le droit de choisir leur représentant au conseil de retraite de la ligue et le droit à l'arbitrage impartial pour les griefs relatifs aux blessures. À la suite de l'entente de 1970, de nombreux représentants syndicaux ont été libérés par leurs équipes. Infatigables, les joueurs étaient déterminés à créer un syndicat plus fort grâce à une meilleure communication. L'avocat Ed Garvey a été embauché par la NFLPA en 1971 pour agir à titre de premier directeur exécutif, et la NFLPA a été officiellement accréditée comme syndicat par la NLRB la même année. Le siège social a été établi à Washington, D.C. et une campagne a été lancée pour aider à informer les joueurs de leurs droits.

### Grève de 1974
La NFLPA a contesté la soi-disant « Règle de Rozelle » comme étant une violation des lois antitrust fédérales dans une poursuite intentée par le président John Mackey et des dirigeants syndicaux alliés en 1971. La règle, nommée en l'honneur du commissaire Pete Rozelle, permettait au commissaire d'accorder une compensation, y compris des joueurs, à une équipe qui perdait un agent libre si l'équipe signataire et l'équipe que le joueur quittait ne pouvaient s'entendre sur la compensation. Cette règle limitait les déplacements des joueurs, car peu d'équipes étaient prêtes à signer des agents libres de haut niveau uniquement pour risquer de voir leurs listes pillées. La convention collective de 1970 étant sur le point d'expirer, les joueurs ont fait la grève le 1er juillet 1974. En plus de la « Règle de Rozelle », les joueurs ont exigé l'élimination de la clause de réserve (en), l'arbitrage impartial des différends, l'élimination du système de draft et de renonciation et des contrats individuels plutôt qu'uniformes.
La grève a duré jusqu'au 10 août 1974, date à laquelle les joueurs sont retournés au camp d'entraînement sans nouvelle convention, choisissant plutôt de poursuivre le principe d'agence libre dans le cadre de la poursuite Mackey déposée trois ans auparavant. Bien que les tribunaux se soient prononcés en faveur des joueurs en 1976, le syndicat a constaté qu'il était plus difficile de faire des progrès dans les négociations. La règle Rozelle a été invalidée par le tribunal qui a conclu qu'elle constituait un refus de négocier et qu'elle violait donc la Loi Sherman puisqu'elle dissuadait les franchises de signer des agents libres. Toutefois, le changement n'a pas permis d'obtenir une véritable agence libre, car la rémunération est demeurée liée aux choix de draft qui ont été accordés en fonction du salaire de l'agent libre qui quittait et les équipes ont conservé un droit de premier refus. En mars 1977, la NFL et la NFLPA ont conclu une nouvelle convention collective qui s'est poursuivie jusqu'en 1982.

### Grève de 1982
La grève de la NFL de 1982 a commencé le 21 septembre et a duré 57 jours, pour se terminer le 16 novembre,. Pendant cette période, aucun match de la NFL n'a été joué. La grève a eu lieu parce que le syndicat a exigé qu'une échelle salariale fondée sur un pourcentage des revenus bruts soit mise en œuvre. La NFLPA voulait que le pourcentage soit de 55 % et, selon le Los Angeles Times, cette revendication « a dominé les négociations ».
Pendant la grève, la NFLPA a promu deux matchs « AFC-NFC All-Star ». L'un a eu lieu au RFK Stadium à Washington D.C. le 17 octobre, et le second au Los Angeles Memorial Coliseum le lendemain. L'une des rares vedettes à avoir joué, le futur membre du Pro Football Hall of Fame, le running back John Riggins, a expliqué : « Je suppose que je ferais n'importe quoi pour de l'argent ». Malgré un blackout de la télévision locale et le prix des billets à partir de six dollars, aucun des deux matchs n'a été bien accueilli. Seuls 8 760 fans ont assisté à Washington et seulement 5 331 à Los Angeles. Comme il n'y avait pas de matchs de la NFL à diffuser, CBS a rediffusé le Super Bowl précédent et a diffusé du football américain de Division III ; Pat Summerall et John Madden, par exemple, ont couvert un match entre Baldwin Wallace et Wittenberg. NBC a acquis les droits des matchs de la Ligue canadienne de football auprès d'ESPN et les a diffusés avec des valeurs de production semblables à celles de la NFL ; toutefois, les quatre premiers matchs qu'elle a diffusés ont tous été des ratés, avec de mauvaises cotes d'écoute, et le réseau a abandonné.
La grève de 1982 s'est terminée par une révolte des joueurs contre leur propre syndicat, certains membres ayant suggéré que Garvey quitte son poste de directeur général. À la suite de la grève, le calendrier de la saison a été réduit de 16 à 9 matchs et les séries éliminatoires se sont étendues à 16 équipes (huit de chaque conférence) pour un « tournoi de Super Bowl ». Une nouvelle entente de cinq ans a été ratifiée, prévoyant des indemnités de départ pour les joueurs au moment de leur retraite, une augmentation des salaires et du salaire d'après saison, ainsi que des primes basées sur le nombre d'années d'expérience dans la ligue. De plus, la NFLPA a été autorisée à recevoir des copies de tous les contrats des joueurs.

## Ère Gene Upshaw (1983–2008)
En 1983, l'ancien joueur des Raiders d'Oakland, Gene Upshaw est devenu le directeur exécutif de la NFLPA. Pendant son mandat, il a supervisé une grève des joueurs, plusieurs poursuites antitrust et la convention collective de 1993.
La NFLPA a fait grève pendant un mois en 1987, à l'expiration de la convention collective de 1982 ; la politique de la ligue en matière d'agents libres était le principal sujet de litige. Cette fois, cependant, la grève n'a annulé qu'une semaine de la saison. Pendant trois semaines, la NFL a organisé des matchs avec des équipes de remplacement constituées à la hâte,, composées principalement de joueurs licenciés pendant le camp d'entraînement et de joueurs laissés sans travail à la suite de la fermeture de la United States Football League deux ans auparavant (ainsi que, dans une moindre mesure, les Alouettes de Montréal de la LCF, qui avaient cessé leurs activités juste trois mois avant la grève). Ils ont été rejoints par quelques vétérans, notamment le defensive end des Jets de New York, Mark Gastineau, le defensive tackle des Cowboys de Dallas, Randy White, le quarterback des 49ers de San Francisco, Joe Montana, celui des Patriots de la Nouvelle-Angleterre, Doug Flutie, et le wide receiver Steve Largent des Seahawks de Seattle.
Étant donné la volonté des joueurs et les réseaux pour diffuser les matchs de remplacement, malgré une baisse de 20 % de l'auditoire télévisuel et une baisse encore plus marquée de la fréquentation, le syndicat n'a pas réussi à satisfaire leurs demandes. La grève a pris fin le 15 octobre, sans qu'une convention collective ne soit en vigueur,. Le 30 décembre, le syndicat a intenté une nouvelle poursuite antitrust demandant au juge fédéral David Doty d'annuler les politiques restrictives de la ligue en matière d'agents libres.
Le 1er novembre 1989, la Cour d'appel a rejeté la poursuite au motif que les propriétaires étaient couverts par l'exemption de la loi antitrust en matière de travail. La tactique suivante du syndicat, en novembre 1989, a été de renoncer à tout intérêt à représenter les joueurs de la NFL dans les négociations collectives et de se réformer en tant qu'organisation professionnelle. Ayant fait cela, les joueurs individuels, menés par Freeman McNeil des Jets de New York, ont intenté une nouvelle action antitrust, contestant l'agence libre dite « Plan B » de la NFL, qui donnait aux équipes un droit de premier refus de signer un joueur, comme pratique illégale en vertu des lois antitrust,.
Les joueurs ont finalement eu gain de cause après un procès devant jury. Ce verdict, l'existence d'autres affaires antitrust et la menace d'un recours collectif intenté par Reggie White, alors avec les Eagles de Philadelphie, au nom de tous les joueurs de la NFL, ont amené les parties à régler les affaires antitrust et à s'entendre sur une formule qui permettait la libre agence. En retour, les propriétaires ont reçu un plafond salarial, bien qu'il soit lié à une formule basée sur la part des joueurs dans les revenus totaux de la ligue. L'entente établissait également un plancher salarial - des salaires minimums que toutes les équipes étaient tenues de payer. Le règlement a été présenté au juge Doty, qui avait également entendu l'affaire antitrust McNeil en 1993, et approuvé par lui. Une fois l'entente approuvée, la NFLPA s'est reconstituée en tant que syndicat et a conclu une nouvelle convention collective avec la ligue. L'association et la ligue ont prolongé l'entente de 1993 à cinq reprises. La dernière prolongation a eu lieu en mars 2006 lorsqu'elle a été prolongée jusqu'à la saison 2010 après que les propriétaires de la NFL ont voté 30 contre 2 pour accepter la proposition finale de la NFLPA.

### Programme d'inscription financière
Le programme d'inscription financière de la NFLPA a été créé en 2002 après une série de nombreux programmes d'investissement destinés aux athlètes professionnels. Il vise à fournir une couche supplémentaire de protection aux athlètes pour les protéger contre la fraude et les mauvais conseils, et à fournir aux joueurs des conseillers et des agents qui sont présélectionnés par la NFL.

## Ère DeMaurice Smith (2009–présent)

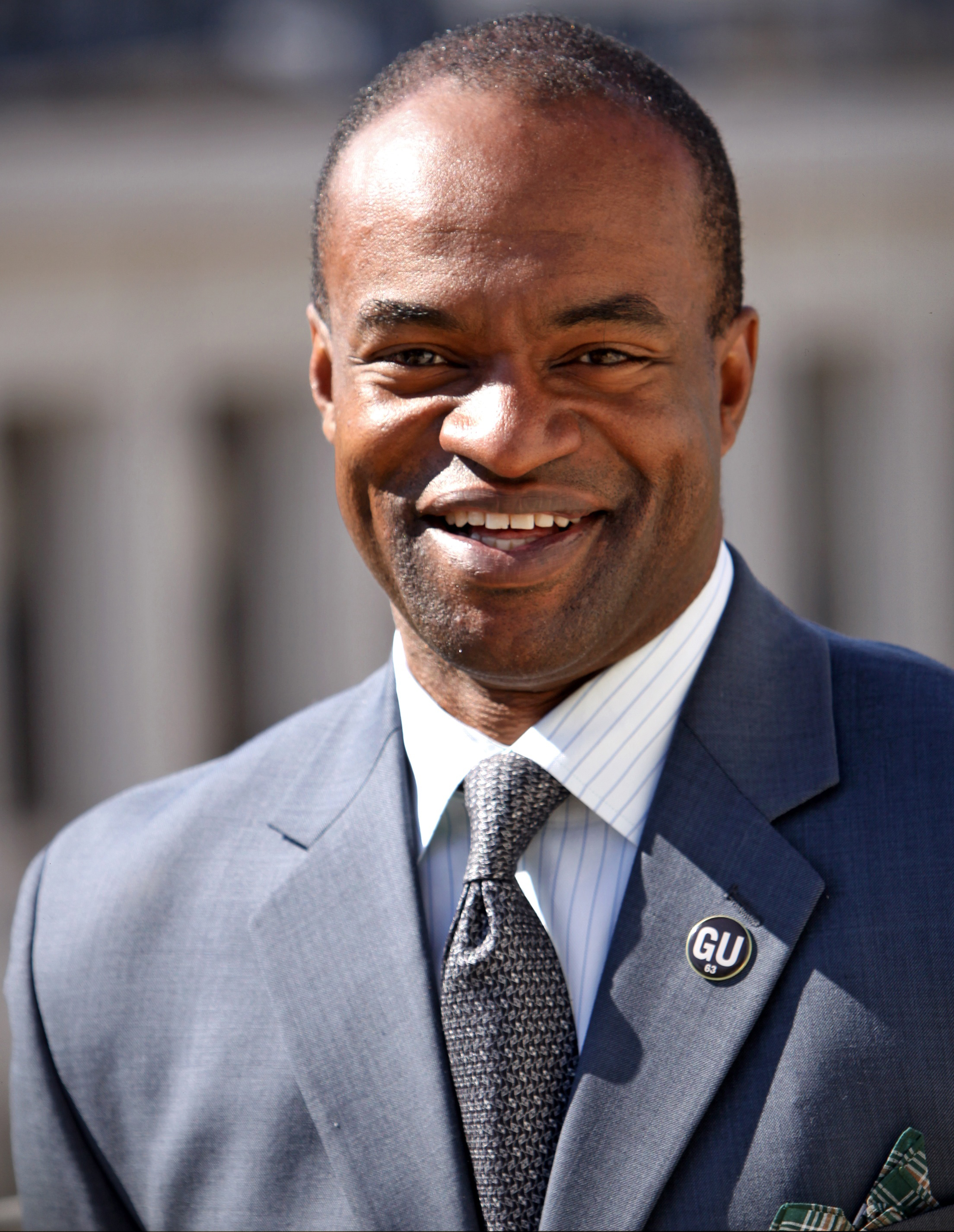
DeMaurice Smith, directeur exécutif de la NFLPA depuis 2009.

Après le décès de Gene Upshaw en 2008, Richard Berthelsen a été nommé directeur exécutif intérimaire, poste qu'il a occupé d'août 2008 à mars 2009. Le 16 mars 2009, le conseil des représentants de la NFLPA a élu DeMaurice Smith pour un mandat de trois ans à titre de directeur général. Smith a été largement loué pour son éthique de travail par les médias, les joueurs et collègues actuels et anciens en tant que directeur et pour avoir rendu le syndicat plus professionnel malgré le ressentiment de certains joueurs qui trouvaient son style de leadership trop contrôlant. Le contrat de Smith a été renouvelé pour trois années supplémentaires en mars 2012. Il a été élu pour un troisième mandat en mars 2015 puis un quatrième en septembre 2017. Le principal problème du mandat de Smith a été le lock-out de la NFL en 2011 ; l'ancien offensive lineman Chester Pitts a fait l'éloge de Smith pour s'être battu avec acharnement pour les droits des joueurs pendant les négociations.

### Lockout de 2011
En mai 2008, les propriétaires ont décidé de se retirer de l'arrangement de 1993, conformément à l'accord conclu avec les joueurs, et, avec la résiliation la saison 2010 s'est tenue sans plafond salarial. À l'expiration de la convention collective en mars 2011, la NFLPA et la NFL n'avaient pas encore conclu de nouvelle entente. On s'attendait à ce que les propriétaires mettent les joueurs en lock-out à la fin de l'entente. Cependant, l'association des joueurs a déposé des documents pour annuler son accréditation en tant que syndicat le 11 mars 2011 et a déposé une poursuite antitrust pour interdire le lock-out, les quarterbacks leaders des demandeurs étaient Tom Brady, Peyton Manning et Drew Brees. La juge Susan Richard Nelson du tribunal de district américain a accédé à la demande des joueurs de mettre fin au lock-out des propriétaires le 25 avril. La ligue a demandé à Nelson de suspendre le lock-out pendant qu'elle faisait appel devant la Cour d'appel du huitième circuit ; ce qu'elle a refusé. Le 29 avril, le Huitième Circuit a accordé à la ligue une suspension temporaire de la décision de Nelson ; la ligue a rétabli le lock-out le même jour. Le 8 juillet, le Huitième Circuit a annulé la décision de Nelson, confirmant ainsi la légitimité du lock-out. Pendant le lock-out, il était interdit aux joueurs d'utiliser les installations de l'équipe et de communiquer avec les entraîneurs de l'équipe ; plusieurs ont organisé leur propre régime d'entraînement.
Les parties ont réglé la poursuite le 25 juillet, et la majorité des joueurs ont signé des lettres d'autorisation syndicale. Le 31 juillet 2011, la NFL a officiellement reconnu le statut de la NFLPA en tant que représentant des joueurs à la négociation collective. La NFL et le syndicat ont entrepris de négocier les modalités d'une nouvelle convention collective, qui est entrée en vigueur après avoir été ratifiée par les joueurs le 4 août. En vertu de l'entente, qui s'étend jusqu'en 2021, le partage des revenus, la question la plus litigieuse pendant le lock-out, a été remanié de façon que les joueurs reçoivent au moins 47 % de tous les revenus en salaire pendant la durée de l'entente. De plus, une limite a été imposée sur le montant d'argent donné aux rookies. Cinquante millions de dollars ont été mis de côté annuellement pour la recherche médicale et environ un milliard de dollars sera mis de côté pour les avantages des joueurs retraités pendant la durée de l'entente,,.

### Bountygate
La NFLPA, au nom de Will Smith, Scott Fujita et Anthony Hargrove, trois joueurs suspendus en raison de l'enquête du Bountygate par la NFL, a intenté une poursuite contre la ligue. L'enquête a révélé que les joueurs des Saints de la Nouvelle-Orléans auraient reçu des primes pour des coups qui ont blessé des joueurs adverses. La poursuite des joueurs alléguait que le commissaire de la NFL, Roger Goodell, « avait violé la convention collective de la ligue en démontrant qu'il avait déterminé à l'avance la culpabilité des joueurs punis dans le cadre de l'enquête sur le Bountygate avant de servir d'arbitre pour l'audience d'appel du 18 juin ». Les suspensions ont été annulées à l'unanimité par un comité d'appel composé de trois membres ; toutefois, la décision n'a pas annulé définitivement les suspensions. La NFL a nommé l'ancien commissaire Paul Tagliabue pour revoir les sanctions de la NFL contre les joueurs, ce qu'il a annulé.

### Nouvelle politique en matière de drogues
La ligue et la NFLPA ont approuvé des politiques mises à jour sur l'abus de substances et les substances améliorant le rendement en septembre 2014. Les règlements comprennent le test de l'hormone de croissance humaine et les règlements modifiés sur l'alcoolisme, la toxicomanie et la marijuana,. L'arbitrage par une tierce partie s'occupera des appels. L'entente a levé les suspensions de certains joueurs la semaine où elle a été approuvée. La NFL a commencé à tester les joueurs pour l'hormone de croissance humaine le mois suivant.

### Convention de 2020
Le 14 mars 2020, par un vote de 1 019 pour et 959 contre, les joueurs de la NFL approuvent la nouvelle convention collective qui prendra effet lors de la saison 2020 et s'étendra jusqu'èn 2030. Les propriétaires de différentes franchises l'avaient approuvée dès le mois de février 2020.
Le principal changement intervenu est la possibilité d'étendre la saison régulière avec un 17e match. Les équipes éligibles pour les séries éliminatoires passeront de 12 à 14 équipes, avec six matchs éliminatoires pour les wild cards au lieu de quatre et seulement deux équipes bénéficiant d'une exemption au premier tour au lieu de quatre. Dans ce format, les Steelers de Pittsburgh et les Rams de Los Angeles auraient chacun atteint les play-offs de la saison 2019 et auraient affronté les Chiefs de Kansas City et les Packers de Green Bay au premier tour, respectivement. La pré-saison sera raccourcie de quatre à trois matchs en saison, avec dix-sept matchs de saison régulière.

## Composition
Selon les dossiers du Département du travail de la NFLPA depuis 2010, lorsque les classifications des membres ont été signalées pour la première fois, environ 60 %, soit près des deux tiers, des membres du syndicat sont classés comme « anciens joueurs » et n'ont pas le droit de vote au sein du syndicat, « parce que, en vertu de la loi fédérale, ils ne peuvent pas être membres de l'unité de négociation collective ». Les autres classifications, avec droit de vote, sont les « joueurs actifs » et les « associés ». En 2011, on compte 3 130 anciens joueurs (59 % du total), 1 959 joueurs actifs (37 %) et 207 associés (4 %).

## Direction
Le président actuel de la NFLPA est J. C. Tretter et le directeur général est DeMaurice Smith. En 2017, le comité exécutif est composé des joueurs actuels et retraités de la NFL suivants : Adam Vinatieri, Benjamin Watson, Lorenzo Alexander, Mark Herzlich, Richard Sherman, Sam Acho, Michael Thomas, Thomas Morstead, Russell Okung et Zak DeOssie. Chaque équipe de la NFL compte également un représentant des joueurs, ainsi que deux ou trois représentants suppléants.
| Directeur exécutif      | Période                                   |
| ----------------------- | ----------------------------------------- |
| John Gordy              | 16 janvier 1969 - 1er novembre 1969       |
| Malcolm Kennedy Jr.     | 1969 – 1971                               |
| Ed Garvey               | 1971 – juin 1983                          |
| Gene Upshaw             | 13 juin 1983 - 21 août 2008               |
| Richard Berthelsen      | 21 août 2008 - 16 mars 2009 (par intérim) |
| DeMaurice Smith         | 16 mars 2009 – présent                    |
| Présidents              | Période                                   |
| NFLPA (pré-fusion)      | Période                                   |
| Billy Howton            | 26 janvier 1958 - 4 janvier 1962          |
| Pete Retzlaff           | 4 janvier 1962 - 5 janvier 1964           |
| Ordell Braase           | 5 janvier 1964 - 8 janvier 1967           |
| Mike Pyle               | 8 janvier 1967 - 11 janvier 1968          |
| John Gordy              | 11 janvier 1968 - 16 janvier 1969         |
| John Mackey             | 16 janvier 1969 – 1970                    |
| AFLPA                   |                                           |
| Tom Addison             | 14 janvier 1964 – 1965                    |
| Jack Kemp               | 1965 – 1970                               |
| NFLPA (post-fusion)     |                                           |
| John Mackey             | 1970 – 1973,                              |
| Bill Curry              | 1973 – 31 mai 1975,                       |
| Kermit Alexander        | 31 mai 1975 – 8 mars 1976                 |
| Dick Anderson           | 8 mars 1976 – 26 janvier 1978             |
| Len Hauss               | 26 janvier 1978 – 1980                    |
| Gene Upshaw             | 1980 – 13 juin 1983                       |
| Jeff Van Note           | 13 juin 1983 – février 1984               |
| Tom Condon              | février 1984 – 24 avril 1986              |
| Marvin Powell           | 24 avril 1986 – 4 mars 1988               |
| George Martin           | 4 mars 1988 – 13 juin 1989                |
| Mike Kenn               | 13 juin 1989 – 16 mars 1996               |
| Trace Armstrong         | 16 mars 1996 – 29 mars 2004               |
| Troy Vincent (en)       | 29 mars 2004 – 19 mars 2008               |
| Kevin Mawae             | 19 mars 2008 – 25 mars 2012               |
| Domonique Foxworth (en) | 25 mars 2012 – 19 mars 2014               |
| Eric Winston            | 19 mars 2014 – 9 mars 2020                |
| J. C. Tretter           | 10 mars 2020 – présent                    |